# 6-(2-Aminopropyl)benzofurane
Le 6-(2-aminopropyl)benzofurane ou 1-benzofuran-6-ylpropan-2-amine est un composé entactogène de la classe des phényléthylamines. Sa structure est similaire au MDA mais diffère par la présence d'un cycle benzofurane à la place du cycle benzodioxole. Cet agent fait partie des nouveaux produits de synthèse.
Le 6-APB est également le dérivé insaturé du 6-APDB.

## Pharmacologie
Le 6-APB est un inhibiteur de la recapture de la sérotonine, de la noradrénaline et de la dopamine (c'est un inhibiteur non sélectif par conséquent).
C'est un puissant agoniste du récepteur 5-HT2B. Il semblerait qu'il agisse également sur le récepteur 5-HT2C, ce qui en fait un possible coupe-faim.
Son agonisme pour le récepteur 5-HT2B suggère une activité cardiotoxique, comme c'est le cas pour d'autres agonistes de ce récepteur comme la MDMA, la fenfluramine ou encore la norfenfluramine.

## Effets et conséquences
Les effets subjectifs de cette molécule semblent très proches de la MDA et ont une composante entactogène et stimulante qui l'on fait classer temporairement ou définitivement parmi les stupéfiants dans un certain nombre de pays,.

### Effets recherchés
- désinhibition ;
- sensations d'énergie et de forme ;
- ivresse ;
- sensations de bien-être, d'euphorie et de bonheur ;
- sensation d'empathie d'où sa qualification d'empathogène ou d'entactogène ;
- exacerbation des sens (notamment tactile et sensibilité à la musique) ;
- illusions sensorielles ;
- sensations de stimulation et de relaxation simultanées.

Les NPS étant des produits psychoactifs, les effets recherchés peuvent se transformer en bad trip.